# Петкевич, Юзеф Изодорович
Ю́зеф Изодо́рович Петке́вич (19 декабря 1940, Рига — 1 мая 2024, Рига) — латышский, ранее советский, шахматист, международный мастер (1980), гроссмейстер (2002). Тренер.
Участник Спартакиад народов СССР (1967, 1975, 1979 в составе команды Латвийской ССР). Чемпион Латвии 1974. Участник международных турниров: 1979 — Лодзь (1-2-е), Вроцлав (2-3-е) и Слупск (2-е места).
Трижды представлял сборную Латвии на олимпиадах (1994, 1996 и 1998). В 2002 году в Наумбурге становится чемпионом среди сеньоров.
Умер 1 мая 2024 года в Риге в возрасте 83 лет.

## Изменения рейтинга
| Графики недоступны из-за технических проблем. См. информацию на Фабрикаторе и на mediawiki.org. |